# Couronnement du pharaon
Le couronnement du pharaon est un rituel majeur de l'Égypte antique par lequel deux pharaons manifestent publiquement la transmission du pouvoir suprême entre eux. L'accession au trône est célébrée par plusieurs cérémonies, rites et fêtes.

## Origines

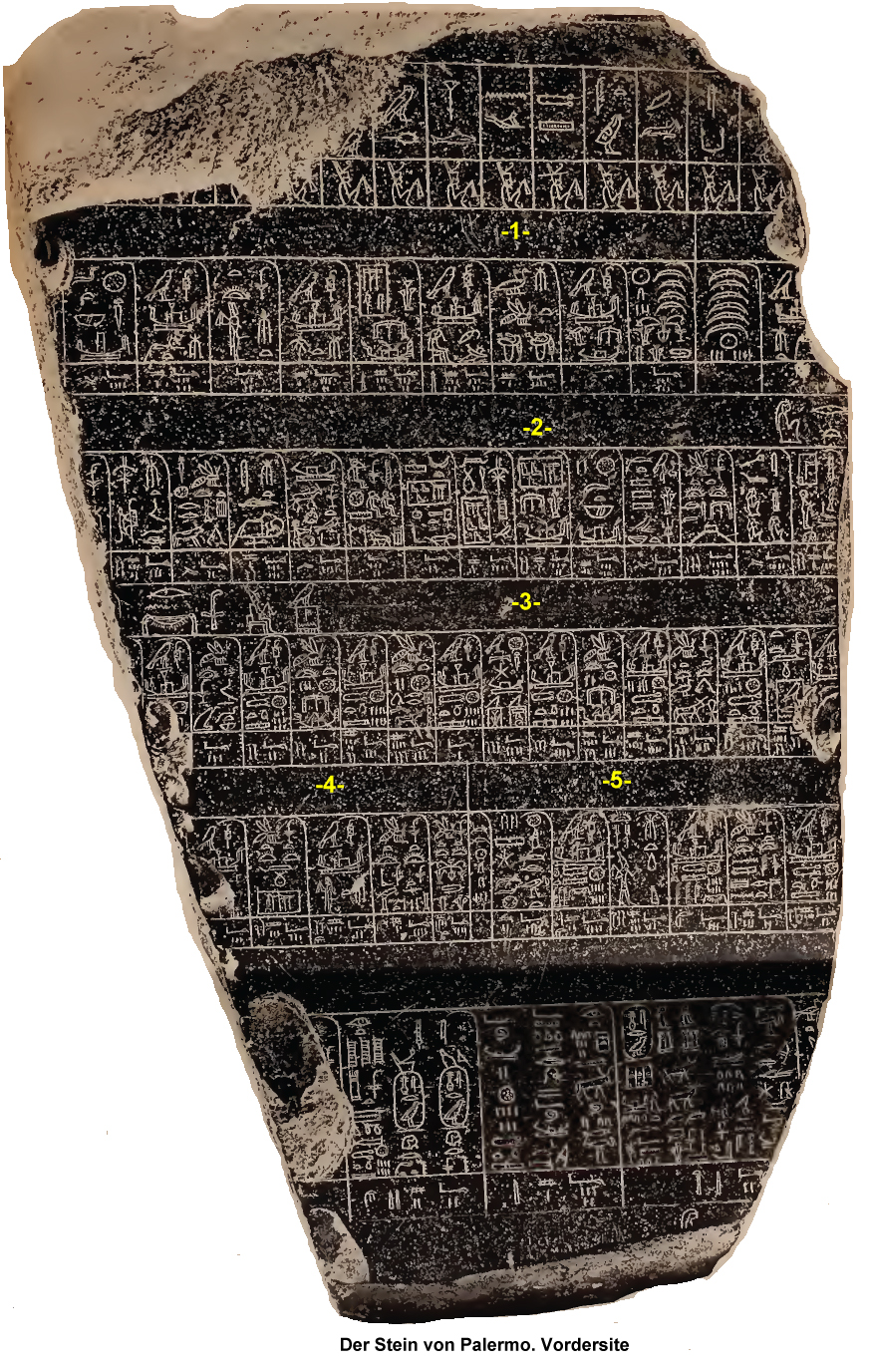
La pierre de Palerme

La fête du couronnement n'est pas un événement unique mais plutôt un long processus comprenant plusieurs festivals, rites et cérémonies qui durent jusqu'à une année entière. C'est pourquoi les égyptologues décrivent aujourd'hui l'année d'accession au pouvoir d'un nouveau pharaon comme « l'année du couronnement »,,.
Les premières représentations de rites et de cérémonies concernant l'accession au trône se trouvent sur des objets datant du règne du roi prédynastique Scorpion II, vers 3100 avant notre ère. À cette époque, le changement de souverain a pu être marqué par des guerres et des invasions des proto-royaumes égyptiens voisins. Par exemple, à l'annonce de la mort d'Hatchepsout, le roi de Qadesh fit avancer son armée jusqu'à Megiddo dans l'espoir que Thoutmôsis III ne soit pas en mesure de riposter. À partir du roi Narmer (fondateur de la Ire dynastie), les guerres entre proto-royaumes égyptiens ont peut-être été remplacées par des cérémonies et des fêtes symboliques,.
Les sources d'information les plus importantes sur les accessions au trône et les cérémonies de couronnement sont les inscriptions de la pierre de Palerme, une dalle de basalte noir qui énumère les rois depuis la Ire dynastie jusqu'au roi Néferirkarê Kakaï, troisième pharaon de la Ve dynastie. La pierre recense également divers événements survenus au cours du règne d'un roi, tels que la création de statues, la fondation de villes et de domaines, le dénombrement du bétail et les fêtes religieuses, comme la Fête-Sed. La pierre donne également la date exacte de l'accession au trône d'un souverain. La première année d'un souverain sur le trône, « l'année du couronnement », n'était pas prise en compte dans le décompte des années royales, et la pierre ne mentionne que les cérémonies les plus importantes qui ont eu lieu cette année-là,,,.

## Cérémonies
Le couronnement comprenait plusieurs fêtes, rites et cérémonies de longue durée que le roi devait d'abord célébrer avant d'être autorisé à porter la (les) couronne(s) d'Égypte. Les cérémonies les plus importantes sont décrites ci-dessous :

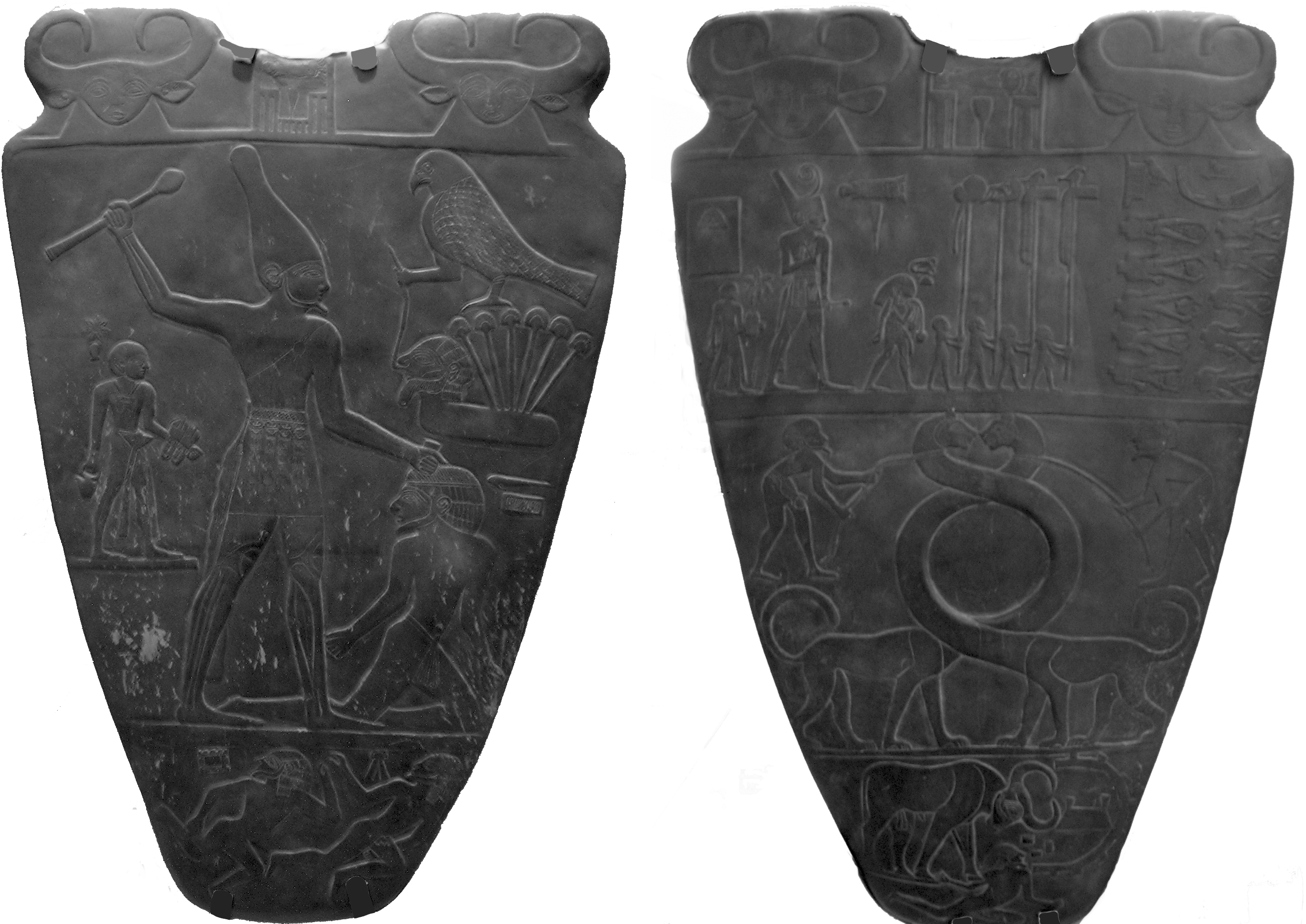
La palette de Narmer, le représentant terrassant un ennemi et, au revers, les deux serpopards.

### Unification de la Haute et de la Basse-Égypte
L'« unification de la Haute et de la Basse-Égypte » pourrait être liée à la « frappe de l'ennemi » traditionnelle de l'époque prédynastique, un rituel au cours duquel le chef du royaume vaincu était frappé à mort par le roi victorieux à l'aide d'une masse cérémonielle. La représentation la plus célèbre de ce rituel figure sur la palette cérémonielle du roi Narmer. Au verso de la palette, des éléments mythologiques et symboliques ont été ajoutés à cette image : les deux serpopards (léopards au cou inhabituellement allongé) au cou entrelacé peuvent symboliser une unification plus pacifique de la Haute et de la Basse-Égypte. Une autre représentation symbolique de la fête de l'unification figure sur un relief de trône datant du règne de Sésostris Ier, deuxième pharaon de la XIIe dynastie. On y voit les divinités Horus et Seth enrouler un haulm de papyrus et un haulm de lotus autour d'une trachée se terminant par un pilier Djed, un acte représentant l'unification durable des Deux Terres sous le règne de Sésostris Ier,,,.

### Circumambulation des murs blancs
La cérémonie de la « circumambulation des murs blancs » est connue grâce aux inscriptions sur la pierre de Palerme. Selon les légendes, les « Murs blancs », en égyptien Inebou Hedj, l'actuelle Memphis, ont été érigés par le roi mythique Ménès comme siège central du gouvernement de l'Égypte. La circumambulation des murs de Memphis, célébrée par une procession rituelle autour de la ville, avait pour but de renforcer le droit du roi au trône et sa revendication de la ville comme nouveau siège du pouvoir,,,.

### Apparition du roi
La fête de l'« apparition du roi » est également connue grâce à des inscriptions sur la pierre de Palerme. Cette fête était célébrée immédiatement après le couronnement, pour confirmer le droit du roi à régner. Après la fin de l'année du couronnement, la fête était célébrée tous les deux ans. Des sources égyptiennes beaucoup plus tardives révèlent que cette fête comprenait trois étapes : d'abord l'« apparition du roi de Haute-Égypte », en égyptien khaj-nisout, puis l'« apparition du roi de Basse-Égypte », en égyptien khaj-bitj, et enfin l'« apparition du roi de Haute et de Basse-Égypte », khaj-nisout-bitj. La première mention connue de cette fête remonte au roi Djéser, premier roi de la IIIe dynastie,,,.

### Fête-Sed

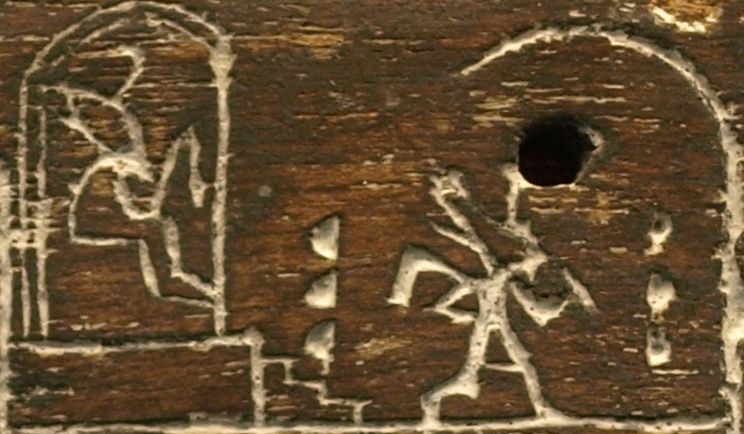
Étiquette en ébène de Den effectuant une course rituelle dans le cadre de sa fête-Sed.

L'une des fêtes les plus importantes de l'Égypte antique, liée au temps passé par un roi sur le trône, est la Fête-Sed. Elle comprend de nombreux rituels complexes, qui ne sont pas encore totalement compris à ce jour et qui sont rarement représentés. La première célébration de la fête a lieu l'année du couronnement. Ensuite, la célébration suivante a lieu au cours de la trentième année du pharaon sur le trône.

### Fête de Sokar
La « fête de Sokar » est, avec la fête-Sed, l'une des plus anciennes fêtes. Elle est déjà mentionnée sur des objets prédynastiques et souvent sur des étiquettes d'ivoire appartenant aux rois Scorpion II, Narmer, Aha et Djer. Les premières formes de cette fête comprend la création d'une barque cérémonielle avec une image de culte du dieu Sokar. La barque est ensuite tirée par le roi jusqu'à un lac sacré ou jusqu'au Nil. Un autre rituel consiste à ériger un pilier Djed richement chargé. Dans les premiers temps, la fête était célébrée lors du couronnement afin de marquer la mort (physique ou symbolique) du prédécesseur. À partir de la IIe dynastie, la fête de Sokar était répétée tous les six ans, la cinquième célébration coïncidant avec la fête-Sed. Pour autant que l'on sache, la cérémonie de la fête de Sokar était liée aussi bien au couronnement d'un nouveau roi qu'à la fondation de son futur tombeau. Sokar était le dieu des enfers et l'un des saints gardiens des cimetières royaux,.

### Allaitement du jeune roi
Cette cérémonie a été introduite sous la VIe dynastie, sous le règne de Pépi II, qui accéda au trône à l'âge de six ans. La « tétée du jeune roi » n'a jamais été pratiquée concrètement, mais plutôt représentée par de petites figurines montrant le roi comme un enfant nu, assis sur les genoux de la déesse Isis, qui l'allaitait. Cette représentation a peut-être été créée pour ostenter la nature divine du pharaon. Le roi allaité par Isis a peut-être inspiré les artistes chrétiens ultérieurs pour la création des portraits de la Madone et de l'enfant. Des images pharaoniques ultérieures montrent le roi en jeune homme allaité par l'arbre sacré Imat,,.

## Droits au trône

### Droits de succession
Le droit au trône d'Égypte est normalement hérité par filiation directe, le fils aîné étant l'héritier de son père. Parfois, le trône est hérité entre frères, par exemple de Djédefrê à Khéphren. Un cas possible de succession pacifique du trône par le biais d'une négociation interfamiliale aurait eu lieu à la fin du règne de Ninetjer. Comme il avait peut-être décidé de séparer la Haute et la Basse-Égypte, il a peut-être choisi deux de ses fils en même temps pour régner sur les Deux Terres,,. Un exemple plus tardif, celui de Sahourê et Néferirkarê Kakaï, peut fournir un cas de problèmes dynastiques entre deux maisons royales distinctes mais apparentées. Le trône pouvait également être obtenu par mariage si le seul héritier vivant était une femme, comme cela a pu être le cas de Snéfrou à Khéops.

### Élection
Il existe manifestement des princes héritiers, en particulier pendant la période de l'Ancien Empire, qui ont détenu les plus hauts titres honorifiques et fonctionnels imaginables au cours de leur vie, mais qui ne sont jamais devenus rois, malgré le fait qu'ils aient définitivement survécu à leurs pères régnants. On peut donc se demander ce qui s'est passé exactement lors de l'élection du successeur du trône et qui, parmi les membres de la famille royale, a été autorisé à faire valoir ses droits à l'héritage. On ne sait pas non plus qui, parmi les membres de la famille royale, a été autorisé à voter pour le successeur du trône. Les détails exacts du processus d'élection sont inconnus, car ils n'ont jamais été consignés par écrit. Ainsi, aucun document contemporain n'explique dans quelles conditions un prince héritier recevait des droits de succession et pourquoi tant de princes héritiers n'ont jamais été couronnés,.
Rainer Stadelmann évoque une élite égyptienne, qui existait dès l'époque prédynastique : les « Grand des dix de Haute-Égypte » composée de fonctionnaires d'élite d'origine inconnue, qui étaient probablement responsables de la résolution de tous les problèmes politiques et dynastiques. Stadelmann explique que la plupart des fonctions traditionnelles connues ont été décrites dans leurs missions et leurs fonctions, à l'exception de la fonction « Un des Dix Grands de... ». Pourtant, ce titre semble avoir été l'un des plus appréciés et des plus recherchés, car seuls les fonctionnaires ayant de nombreux titres honorifiques le portaient. C'est pourquoi Stadelmann et D'Auria pensent que les « Dix Grands » constituaient une sorte de cour de justice royale.